# 東京ヴェルディ1969Radio Club
東京ヴェルディ1969Radio Club（とうきょうヴェルディ1969ラジオクラブ）は、東京ヴェルディ1969（現・東京ヴェルディ）が東京都稲城市に本拠地を移した2001年度から放送を開始したアール・エフ・ラジオ日本の番組である。
同局ではJリーグ開幕当時から「ヴェルディClub」と題して当時のヴェルディ川崎の選手がパーソナリティーを務める情報番組を放送（ラジオ関西にもネット）していたが、この番組はその復活版で、Jリーグ・ワールドでもパーソナリティーを務めたパーソナル・サポーターことパーサー・マツヤが進行を務め、土曜日の試合の結果や展望、選手インタビュー、またヴェルディ情報を提供していた。